# 13777 Cielobuio
13777 Cielobuio eller 1998 UV6 är en asteroid i huvudbältet som upptäcktes den 20 oktober 1998 av de båda italienska astronomerna Marco Cavagna och Augusto Testa vid Sormano-observatoriet. Den är uppkallad efter den italienska förreningen CieloBuio-coordinamento per la protezione del cielo notturno.
Asteroiden har en diameter på ungefär 5 kilometer och den tillhör asteroidgruppen Koronis.